# Koszmosz–1258
Koszmosz–1258 (oroszul: Космос 1258)  szovjet katonai űreszköz, elfogóvadász műhold.

## Küldetés
Kijelölt pályán mozogva imitálta egy ballisztikus rakéta támadásának elhárítását, ezzel segítve a radaros felderítést, a légvédelem szerves egységeinek (irányítás, riasztás, imitált elfogás és gyakorló megsemmisítés) összehangolt működését. Hosszabb tárolási idő utáni tesztrepülés, a leghosszabb ASAT repülés.

## Jellemzői
A Központi Mérnöki Tervezőiroda (oroszul: Центральное конструкторское бюро машиностроения – ЦКБ) tervezte és felügyelte építését. Mind az ISZ–A, mind az ISZ–P műholdakat a Cselomej vezette OKB–52 fejlesztette ki és építette meg. Üzemeltetője a moszkvai Honvédelmi Minisztérium (oroszul: Министерство обороны – MO).
Megnevezései: COSPAR: 1981-024A; SSC kódszáma: 12337.
1981. március 14-én a Bajkonuri űrrepülőtérról, a LC–90/19 indítóállásából egy Ciklon–2 (11K69) hordozórakétával juttatták alacsony Föld körüli (LEO = Low-Earth Orbit) közeli körpályára. Az orbitális egység pályája 97,90 perces, 65.8° hajlásszögű, elliptikus pálya perigeuma 299 kilométer, apogeuma 1022 kilométer volt.
ISZ–A (истребитель спутник-активный – ИС–А) elfogóvadász műhold. Formája hengeres, átmérője 1.5 méter, hossza 4.5 méter, hasznos tömege 3320 kilogramm. Az űreszközre 8 napelemtáblát rögzítettek, éjszakai (földárnyék) energiaellátását újratölthető kémiai akkumulátorok biztosították.
Két részből állt: 
1. fő rész: vezérlési, célzómodul; számítógép; optikai rendszer; 300 kilogrammos repeszgránát,
2. hajtóanyag (300 másodperces működéshez) és a többször újraindítható mikromotor.

1981. január 21-én az előzetesen indított Koszmosz–1241-es célműholdat önrávezetéssel (optikai, radar) 1 kilométeres távolságra megközelítette és megsemmisítette (önmegsemmisítés).